# Les Années fatales
Les Années fatales est un album de la chanteuse française d'origine polonaise, Anna Prucnal.

## Liste des titres
1. Rien ne va
2. Les années fatales
3. Souliko
4. J'ai entendu une voix consolante (extrait)
5. Au revoir ami (introduction)
6. Au revoir ami
7. A Serguei Essenine
8. Dans mon âme pas un cheveu blanc
9. Le vol arrêté
10. Elisabeth
11. Les années soixante
12. La valse de Brooklyn
13. Chante ta nostalgie
14. Les oiseaux de malheur
15. La chanson de Parassia (extrait de l'opéra La foire de Sorochinski)